# Miguel Ángel Reyes Varela
Miguel Ángel Reyes-Varela (Guadalajara, 21 de junho de 1987) é um tenista profissional mexicano.

## Carreira
Miguel Ángel Reyes-Varela na Rio 2016 representou sua nação na competição de duplas.